# .sy
A .sy Szíria internetes legfelső szintű tartomány kódja, melyet 1996-ban hoztak létre.

## Második szintű tartománykódok
- edu.sy
- gov.sy
- net.sy
- mil.sy
- com.sy
- org.sy